# 肉骨茶
肉骨茶（英語：Bak kut teh）是一道用肉汤烹制的中式排骨菜肴。起源在马来西亚，在两地华裔中更受欢迎。之后也廣傳於中國大陸、臺灣、港澳地區。

## 簡介
「肉骨」如其名，是以帶肉的骨配合中藥煲成的湯。而「茶」字則是源自当地一位华人餐厅店主的名字「李文地」，因為賣该种肉骨湯且味道上乘，而被顧客稱作「肉骨地」，閩南話中的「地」與「茶」音近，故後來被稱為「肉骨茶」。食材本身並沒有茶葉。
肉骨茶混合中藥（枸杞、黨參、當歸、玉竹、川芎）和香料（包括八角茴香、桂皮、丁香、大蒜、甘草、花椒、甘蔗、羅漢果、胡椒）及肉排熬制多个小時的濃湯。在马来西亚的一些高級餐館會加入海參和鮑魚一起熬制。
肉骨茶通常伴白飯或以油條蘸湯來吃。以醬油、碎紅椒和蒜蓉一起調味。通常會奉上中式濃茶解油膩。在馬來西亞，肉骨茶是一道典型的早點菜式。

## 變化
隨着肉骨茶在東南亞以至亞洲及世界各地流傳，其烹飪風格亦隨着當時當地的華人而有所影響。
常見的肉骨茶風味可以分為以下三種，而根據湯汁的顏色深淺，又可以分為「黑湯派」以及「白湯派」：
黑湯派主要有二：
- 闽南派：顏色較深，因為用上較多香料和豉油（黑酱油）作調味，所以有較重的香味。
- 廣東派：由於廣東飲湯文化盛行，湯中加入藥酒以增藥效，故藥材味更重；相對小眾。

在馬來西亞，特別是在巴生，現時還開始興起一種新的「乾肉骨茶」。雖說是「乾肉骨茶」，但即把肉湯煮成更濃稠的肉汁，再添入其他成分，如：枸杞子、乾棗、乾辣椒和魷魚乾等。與原來的肉骨茶相比，「乾肉骨茶」吃起來更有質感、有更清晰的味道，比傳統的更有藥味，還被譽為是解酒良藥。
由於伊斯蘭教禁吃豬肉，肉骨茶在馬來西亞亦出現了「清真版本」，以雞肉取代豬排，稱之為「雞骨茶」。而當豬流感爆發期間，由於當地居民因為疫情擴散而對豬肉恐慌，當地食店除了改賣清真版本以外，甚至還以海鮮來取代豬肉，又或研發出「全素」的「肉骨茶」。

## 世界紀錄
2008年11月22日，在馬來西亞巴生市，雪蘭莪州州議會議長鄧章欽與巴生市中華總商會會長見證世界最大碗肉骨茶 。當天在此舉行的2008肉骨茶嘉年華會上，馬來西亞中華工商聯合會所屬巴生市中華總商會推出世界最大碗肉骨茶。這碗肉骨茶由當地5家肉骨茶店用500公斤豬肉、450公升肉骨茶湯和50公斤藥材製成，碗口直徑182.88厘米（6英尺整），高91.44厘米（3英尺整），已被列入馬來西亞記錄大全 ，並將申報。
2024年2月23日，肉骨茶在马来西亚被列入国家文化遗产中的美食项目。